# Der goldene Hahn
Der goldene Hahn (russisch Золотой петушок Solotoi petuschok) ist eine Oper in drei Akten (mit Prolog und Epilog) von Nikolai Rimski-Korsakow auf ein Libretto von Wladimir Bjelski nach dem gleichnamigen Märchen von Alexander Puschkin (1834), das seinerseits auf der Sage vom arabischen Astrologen aus der Erzählsammlung Die Alhambra (1832) von Washington Irving beruht. Besonders durch die Pariser Aufführung von 1914 wurde die Oper zum Sensationserfolg und erlangte Bedeutung als Meilenstein in der Entwicklung des modernen Musiktheaters.

## Handlung
Prolog
Ein Astrologe erscheint auf der Bühne und kündigt die nachfolgende Handlung an.

### Erster Akt
In der Palasthalle des Königs Dodon. Auf dem alt gewordenen König lasten schwere Sorgen. Sein Reich wird von allen Seiten bedroht, und seine Erfolge auf dem Schlachtfeld liegen weit zurück. Er sucht Rat bei seinen Söhnen, den Prinzen Gwidon und Afron, aber die Maßnahmen, die sie vorschlagen, sind absurd.
Nun betritt der Astrologe die Szenerie und bietet als Lösung einen goldenen Hahn an, der mit den Schwingen schlägt und laut zu krähen beginnt, sobald Gefahr droht.
Der König und seine Berater gehen freudig auf diese bequeme Lösung ein. Der Astrologe verschiebt die angebotene königliche Belohnung auf später.
Fortan erfüllt der goldene Hahn seine Wächterpflicht zu aller Zufriedenheit. Bei seinem ersten Alarm rücken die Königssöhne mit den Soldaten ins Feld. Der zurückbleibende Hofstaat verfällt wiederum in süßes Nichtstun, und auch Dodon träumt von der schönen Königin von Schemacha.
Doch schon bald warnt der goldene Hahn vor neuem Unheil. Das Volk versammelt sich angstvoll vor dem Palast, und endlich weckt General Polkan den schlafenden König. Missgelaunt zieht Dodon mit den verbleibenden Soldaten unter dem Jubel der Menschen in die Schlacht, um seinen Söhnen zu helfen.

### Zweiter Akt
Der König in einer engen Schlucht. Seine Armee ist geschlagen, und seine Söhne liegen tot zu seinen Füßen. Dodon will Rache. Er vermutet den Feind in einem plötzlich aus dem Nebel auftauchenden prunkvollen Zelt. Sogleich lässt er seine letzte verbliebene Kanone laden, doch da tritt aus dem Zelt eine junge, betörend schöne Frau. Sie besingt die aufgehende Sonne, es ist die Königin von Schemacha aus Dodons Traum, und sie will sein Reich. Aber nicht mit Gewalt, sondern mit Schönheit soll es erobert werden. Rätselhaft und spöttisch lächelnd umgarnt sie den geschlagenen König. In ihrer Erinnerung lebt das Gelage mit Gwidon und Afron wieder auf, die ihr beide die Krone boten und sich um ihretwillen durchbohrten.
Dodon verfällt ihr völlig und merkt nicht, wie ihn die Königin verhöhnt. Er bietet ihr blindlings sich selbst und sein Reich, in das beide mit vielen Sklaven, Soldaten und kostbaren Schätzen ziehen.

### Dritter Akt und Epilog
Die Aufseherin Amelfa verkündet dem Volk den Ausgang der Schlacht und das Heimkommen Dodons mit der neuen, fremden Königin. Schon naht der Zug, und der ebenfalls erscheinende Astrologe verlangt vom König als Preis für den goldenen Hahn die Königin von Schemacha. Wütend schlägt Dodon den Astrologen mit dem Zepter nieder und tötet ihn. Ein Unwetter zieht auf, die Königin lacht verstohlen, und Dodon sieht Unheil auf sich zukommen. Als er sie küssen will, stößt sie ihn zurück, weil die Strafe für seine Verbrechen nahe sei.
Da stürzt sich der goldene Hahn auf ihn und hackt so lange mit dem Schnabel auf ihn ein, bis er leblos zusammensinkt. Die Königin entflieht mit dem Wundervogel in einem sich entladenden Gewitter. Verlegen und ohne Einsicht betrachtet das Volk die neue Lage nach dem Tod des Zaren.
Epilog
Ein letztes Mal betritt der Astrologe die Bühne und rät dem Publikum, den düsteren Schluss des Märchens nicht zu ernst zu nehmen: Nur er und die Königin von Schemacha seien real gewesen, alle anderen Figuren lediglich frei erfunden.

## Entstehung und Aufführung
Nachdem Nikolai Rimski-Korsakow die Oper zwischen 1906 und 1907 komponiert hatte, fand die Uraufführung am 24. Septemberjul. / 7. Oktober 1909greg. in Moskau statt. Fünf Jahre später sorgte die Pariser Aufführung der Oper am 24. Mai 1914 durch die Ballets Russes für weltweites Aufsehen und eine Revolution des romantischen Musiktheaters. Am traditionsreichen Théâtre national de l’opéra brach das Ballettensemble unter seinem Leiter und Impresario Sergei Djagilew mit dem bis dahin dominierenden Spielprinzip dieser Kunstgattung – der Einheit von Darsteller und Theaterfigur.
Bei der Aufführung der Oper wurden die Sänger mit ihren Stimmbüchern in Händen auf der Bühne entlang der seitlichen Dekoration platziert, während Tänzer und Schauspieler die Handlung darstellten, ohne zu singen. Die Abwendung von der Tradition war eindeutig: Bühnendarsteller und Sänger einer Rolle waren nicht mehr dieselbe Person. Die Theaterfiguren galten folglich nicht mehr als singende Abbilder von Menschen, ihre Psychologie forderte Zuschauer nicht mehr zur Identifikation mit dem Gebotenen heraus, sondern zur distanzierten Betrachtung.
Diese bewusst provokante, experimentelle Aufführung des Goldenen Hahns wurde zum internationalen Erfolg und hatte Einfluss auf die weitere Entwicklung des musikalischen Theaters im zwanzigsten Jahrhundert.
Die Rolle des Astrologen, die sowohl innerhalb wie auch außerhalb des Dramas agiert, ist mit einem extrem hohen Tenor besetzt. Diese Stimmlage bezeichnete Rimski-Korsakow als „Tenore altino“. Als Ersatz für diese seltene Stimme sieht der Komponist einen „gewöhnlichen hohen lyrischen Tenor mit einem starken und guten Falzett“ vor, „wofür es in der Partie des Astrologen auch entsprechende Änderungen gibt“.